# R18 (dron)
El R18 es un vehículo aéreo de combate no tripulado ucraniano diseñado para atacar objetivos enemigos con municiones. Fue desarrollado por la organización ucraniana Aerorozvidka. El R18 está en servicio con las Fuerzas de Seguridad y Defensa de Ucrania en la Guerra Ruso-Ucraniana, que continúa desde 2014.

## Historia
En 2016, Aerorozvidka inició un programa para desarrollar prototipos de sus vehículos aéreos no tripulados (conocidos popularmente como drones). En 2019, el modelo fue probado y visto uso durante una operación especial en la zona ATO.

## Propósito
El R18 tiene aplicaciones tanto militares como civiles. El octocóptero se utiliza para vigilancia y búsqueda, entrega de carga o infligir daños. A partir de 2022, la última función de Aerorozvidka se considera la más relevante porque muchos otros drones con cámaras pueden recopilar información.  El complejo está diseñado para destruir equipos enemigos, pequeñas fortificaciones y almacenes con municiones.